# SN 2002fh
SN 2002fh – supernowa typu Ic? odkryta 9 maja 2002 roku w galaktyce A132546+2734. W momencie odkrycia miała maksymalną jasność 22,40m.